# Zespół żółtych paznokci

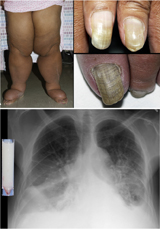
Pacjentka z YNS; na górze zdjęcie przedstawiające obrzęki limfatyczne kończyn i dystroficzne paznokcie rąk, na dole radiogram klatki piersiowej uwidaczniający obustronny chylothorax; po lewej stronie zdjęcia próbka płynu z jamy opłucnej.

Zespół żółtych paznokci (ang. yellow nail syndrome, YNS) – rzadki zespół chorobowy o nieznanej etiologii, w którym obserwuje się wrodzoną hipoplazję naczyń chłonnych, zapalenie błony śluzowej nosa i zatok, wysięk w jamie opłucnej, rozstrzenie oskrzeli, obrzęki limfatyczne i dystroficzne, żółtej barwy płytki paznokciowe, od których schorzenie wzięło swoją nazwę.
Klasyczna triada Emersona, na którą składają się:
- obrzęki limfatyczne
- wolno rosnące, żółte paznokcie
- i wysięk w jamie opłucnej

występuje u około 1/3 pacjentów.

## Epidemiologia
Opisano ok. 150 przypadków tej choroby, która występuje z równą częstością u obu płci.
Zespół żółtych paznokci może być wrodzony lub towarzyszyć schorzeniom o etiologii autoimmunologicznej (zapalenie tarczycy, toczeń rumieniowaty układowy, reumatoidalne zapalenie stawów) lub zakaźnej (AIDS, gruźlica), może też współwystępować z chorobami nowotworowymi (rak sutka, rak płuca, choroba Hodgkina, ziarniniak grzybiasty). Opisywano związek zespołu ze stosowaniem leków (tetracyklin, penicylaminy).

## Rys historyczny
Zespół żółtych paznokci został po raz pierwszy opisany w 1964 roku przez angielskich lekarzy Petera Sammana i Williama White'a. Doniesienia o wcześniejszych przypadkach mogły być już opublikowane w roku 1927 i 1962.